# Laudabiliter
La bula Laudabiliter fue presuntamente promulgada por el papa Adriano IV en 1155 con el objeto de reconocer a Enrique II de Inglaterra el señorío sobre Irlanda, lo que, en la práctica, suponía una autorización para la invasión normanda de Irlanda.

## Controversia
Existen serias dudas sobre la autenticidad de esta bula, dudas que se basan en que el documento original de la misma no existe,  disponiéndose sólo de copias realizadas en épocas posteriores, y en el hecho de que el estilo de redacción no se corresponde con el de otras bulas papales de la misma época.
La controversia se debe a las distintas opiniones, que se recogen en tres posibilidades:
- El documento es auténtico
- El documento es una falsificación
- El documento es una versión modificada del original.

En 1171, apoyándose en esta bula, Enrique II de Inglaterra invadió Irlanda, quedando dicho territorio bajo soberanía inglesa.
- Datos: Q1319101